# Sidi Ibrahim
Sidi Ibrahim (arab. سيدي ابراھيم; fr. Sidi Brahim) – jedna z 52 gmin w prowincji Sidi Bu-l-Abbas, w Algierii, znajdująca się w północnej części prowincji. Oddalone jest około 10 km na północ od Sidi Bu-l-Abbas. W 2008 roku gminę zamieszkiwało 10371 osób. Numer statystyczny gminy w Office National des Statistiques d'Algérie to 2203. 
W okolicach Sidi Ibrahim, w dniach 22-25 września 1845 roku, miała miejsce bitwa pomiędzy siłami Berberów dowodzonymi przez Abd al-Kadira, a wojskami francuskimi dowodzonymi przez pułkownika Luciena de Montagnac.